# Пласток (Гомельская область)
Пласток (бел. Пласток) — деревня в Червоненском сельсовете Житковичского района Гомельской области Белоруссии.

## География

### Расположение
В 22 км на северо-восток от районного центра и железнодорожной станции Житковичи (на линии Лунинец — Калинковичи), 255 км от Гомеля.

## Гидрография
На востоке и западе мелиоративные каналы.

## Транспортная сеть
Транспортные связи по просёлочной, затем автомобильной дороге Морохорово — Любань. Планировка состоит из прямолинейной улицы, ориентированной с юго-запада на северо-восток. Застройка двусторонняя, деревянная, усадебного типа.

## История
Основана в начале XX века переселенцами из соседних деревень. В 1917 году хутор в Житковичской волости Мозырского уезда Минской губернии. В 1932 году жители вступили в колхоз. Во 2-й половине 1930-х годов в деревню переселены жители более близких хуторов. Во время Великой Отечественной войны 9 жителей погибли на фронтах. Согласно переписи 1959 года в составе колхоза «Заря» (центр — деревня Пуховичи). Действовал клуб.

## Население

### Численность
- 2004 год — 46 хозяйств, 89 жителей.
- 2018 год - 35 жителей.

### Динамика
- 1917 год — 30 жителей.
- 1921 год — 6 дворов.
- 1959 год — 243 жителя (согласно переписи).
- 2004 год — 46 хозяйств, 89 жителей.
- 2018 год - 35 жителей